# Medaglia Newbery
La medaglia John Newbery (John Newbery Medal) è un premio letterario assegnato annualmente dalla Association for Library Service to Children, una divisione della American Library Association (ALA) all'autore del miglior libro americano per ragazzi.
Il premio viene assegnato annualmente sin dal 1922, ed è stato il primo premio letterario per ragazzi. Anche per questo è considerato, insieme alla medaglia Caldecott uno dei più prestigiosi premi letterari relativi alla letteratura per l'infanzia negli Stati Uniti. Il suo nome deriva da John Newbery, un editore di libri per bambini del XVIII secolo.
La medaglia Newbery è stata disegnata da René Paul Chamberlain nel 1921 e rappresenta su un lato un libro aperto e sull'altro lato uno scrittore che consegna il proprio libro a due bambini.
Ad oggi, soltanto sei autori hanno vinto più di una medaglia: E.L. Konigsburg, Joseph Krumgold, Lois Lowry, Katherine Paterson, Elizabeth George Speare e Kate DiCamillo hanno ottenuto entrambi due medaglie a testa.

## Albo d'oro
- 1922: Hendrik Willem van Loon, La storia dell'umanità (The Story of Mankind)
- 1923: Hugh Lofting, I viaggi del dottor Dolittle (The Voyages of Doktor Dolittle)
- 1924: Charles Hawes, The Dark Frigate
- 1925: Charles Finger, Tales from Silver Lands
- 1926: Arthur Bowie Chrisman, Shen of the Sea
- 1927: Will James, Smoky the Cow Horse
- 1928: Dhan Gopal Mukerji, Gayneck, the Story of a Pigeon
- 1929: Eric P. Kelly, The Trumpeter of Krakow
- 1930: Rachel Field, Hitty, Her First Hundred Years
- 1931: Elizabeth Coatsworth, The Cat Who Went to Heaven
- 1932: Laura Adams Armer, Waterless Mountain
- 1933: Elizabeth Foreman Lewis, Young Fu of the Upper Yangtze
- 1934: Cornelia Meigs, Invincible Louisa
- 1935: Monica Shannon, Dobry
- 1936: Carol Ryrie Brink, Caddie Woodlawn
- 1937: Ruth Sawyer, Roller Skates
- 1938: Kate Seredy, The White Stag
- 1939: Elizabeth Enright, Thimble Summer
- 1940: James Daugherty, Daniel Boone
- 1941: Armstrong Sperry, Call It Courage
- 1942: Walter D. Edmonds, The Matchlock Gun
- 1943: Elizabeth Gray Vining, Adam of the Road
- 1944: Esther Forbes, Johnny Tremain: romanzo per i giovani (Johnny Tremain)
- 1945: Robert Lawson, Rabbit Hill
- 1946: Lois Lenski, Strawberry Girl
- 1947: Carolyn Sherwin Bailey, Miss Hickory
- 1948: William Pene du Bois, The Twenty-One Balloons
- 1949: Marguerite Henry, King of the Wind
- 1950: Marguerite de Angeli, The Door in the Wall
- 1951: Elizabeth Yates, Amos Fortune, Free Man
- 1952: Eleanor Estes, Ginger Pye
- 1953: Ann Nolan Clark, Secret of the Andes
- 1954: Joseph Krumgold, I pascoli dell'altopiano (And Now Miguel)
- 1955: Meindert DeJong, The Wheel on the School
- 1956: Jean Lee Latham, Carry On, Mr. Bowditch
- 1957: Virginia Sorenson, Miracles on Maple Street
- 1958: Harold Keith, Rifles for Watie
- 1959: Elizabeth George Speare, The Witch of Blackbird Pond
- 1960: Joseph Krumgold, Onion John
- 1961: Scott O’Dell, Island of the Blue Dolphins
- 1962: Elizabeth George Speare, The Bronze Bow
- 1963: Madeleine L'Engle, Nelle pieghe del tempo (A wrinkle in time)
- 1964: Emily Cheney Neville, It's Like This, Cat
- 1965: Maia Wojciechowska, Shadow of a Bull
- 1966: Elizabeth Borton de Treviño, I, Juan de Pareja
- 1967: Irene Hunt, Up a Road Slowly
- 1968: E. L. Konigsburg, Fuga al museo (From the Mixed-Up Files of Mrs. Basil E. Frankweiler)
- 1969: Lloyd Alexander, Il sommo re (The High King)
- 1970: William H. Armstrong, Sounder
- 1971: Betsy Byars, Summer of the Swans
- 1972: Robert C. O'Brien, La signora Frisby e il segreto di Nimh (Mrs. Frisby and the Rats of NIMH)
- 1973: Jean Craighead George, Julie dei lupi (Julie of the Wolves)
- 1974: Paula Fox, La danza degli schiavi (The Slave Dancer)
- 1975: Virginia Hamilton, M. C. Higgins, the Great
- 1976: Susan Cooper, Il re grigio (The Grey King)
- 1977: Mildred Taylor, Roll of Thunder, Hear My Cry
- 1978: Katherine Paterson, Un ponte per Terabithia (Bridge to Terabithia)
- 1979: Ellen Raskin, The Westing Game
- 1980: Joan Blos, A Gathering of Days: A New England Girl's Journal
- 1981: Katherine Paterson, Jacob Have I Loved
- 1982: Nancy Willard, A Visit to William Blake's Inn
- 1983: Cynthia Voigt, Dicey's Song
- 1984: Beverly Cleary, Caro Mr. Henshaw (Dear Mr. Henshaw)
- 1985: Robin McKinley, The Hero and the Crown
- 1986: Patricia MacLachlan, Sarah non è bella (Sarah, Plain and Tall)
- 1987: Sid Fleischman The Whipping Boy
- 1988: Russell Freedman, Lincoln: A Photobiography
- 1989: Paul Fleischman, Joyful Noise: Poems for Two Voices
- 1990: Lois Lowry, Conta le stelle (Number the Stars)
- 1991: Jerry Spinelli, Una casa per Jeffrey Magee (Maniac Magee)
- 1992: Phyllis Reynolds Naylor, Shiloh
- 1993: Cynthia Rylant, Missing May
- 1994: Lois Lowry, The Giver - Il donatore (The Giver)
- 1995: Sharon Creech, Due lune (Walk Two Moons)
- 1996: Karen Cushman, L'arduo apprendistato di Alice Lo Scarafaggio (The Midwife's Apprentice)
- 1997: E. L. Konigsburg, Un sabato di gloria (The View from Saturday)
- 1998: Karen Hesse, Oltre la polvere (Out of the Dust)
- 1999: Louis Sachar, Buchi nel deserto (Holes)
- 2000: Christopher Paul Curtis, Bud, Not Buddy
- 2001: Richard Peck, A Year Down Yonder
- 2002: Linda Sue Park, A Single Shard
- 2003: Avi, Crispin: The Cross of Lead
- 2004: Kate DiCamillo, Le avventure del topino Despereaux (The Tale of Despereaux)
- 2005: Cynthia Kadohata, Kira-Kira (Kira-Kira)
- 2006: Lynne Rae Perkins, Criss Cross
- 2007: Susan Patron, The Higher Power of Lucky
- 2008: Laura Amy Schlitz, Good Masters! Sweet Ladies! Voices from a Medieval Village
- 2009: Neil Gaiman, Il figlio del cimitero (The Graveyard Book)
- 2010: Rebecca Stead, Quando mi troverai (When You Reach Me)
- 2011: Clare Vanderpool, L'indimenticabile estate di Abilene Tucker (Moon Over Manifest)
- 2012: Jack Gantos, Norvelt: una città noiosa da morire (Dead End in Norvelt)
- 2013: Katherine Applegate, L'unico e insuperabile Ivan (The One and Only Ivan)
- 2014: Kate DiCamillo, Flora e Ulisse (Flora & Ulysses)
- 2015: Kwame Alexander, Crossover (The Crossover)
- 2016: Matt de la Peña, Last Stop on Market Street
- 2017: Kelly Barnhill, La bambina della luna e delle stelle (The Girl Who Drank the Moon)
- 2018: Erin Entrada Kelly, Lettere dall'universo (Hello, Universe)
- 2019: Meg Medina, Merci Suárez Changes Gears
- 2020: Jerry Craft, New Kid. Un ragazzo nuovo (New Kid[2])
- 2021: Tae Keller, When You Trap a Tiger[3]
- 2022: Donna Barba Higuera, The Last Cuentista[4]
- 2023: Amina Luqman-Dawson, Freewater[5]
- 2024: Dave Eggers, The Eyes and the Impossible[6]
- 2025: Erin Entrada Kelly, The First State of Being[7]